# Инфра-М
«Инфра-М» — российский книгоиздательский холдинг, выпускающий научную и учебную литературу для средних профессиональных и высших учебных заведений, бизнеса, научных исследований, пост-вузовского образования. Основан в 1992 году. Главные тематические направления выпускаемой литературы: общественные науки — экономика, юриспруденция, бухгалтерский учёт, менеджмент, маркетинг, финансы; естественные науки, гуманитарные и педагогические науки, инженерное дело, технологии и технические науки. 
В состав холдинга входят несколько специализированных издательств, собственная электронно-библиотечная система (ЭБС) Znanium, научные проекты. 
Член Российской библиотечной ассоциации (РБА). Соучредитель Ассоциации производителей и продавцов образовательных электронных ресурсов (АППОЭР). 

## История

### 1990-е годы
Издательский дом «Инфра-М» был основан в 1992 году Владимиром Прудниковым и Вадимом Синянским. 
В январе 1992 года они зарегистрировали информационное рекламное агентство «Инфра-М» (откуда и возникло название), кресло генерального директора занял Синянский, а Прудников возглавил редакцию. Изначально издательство специализировалось на выпуске брошюр и справочников в помощь начинающим предпринимателям. К 1995 году ассортимент компании преимущественно составляла литература по экономике, бизнесу и финансам. В этом же году, с основанием юридического издательства «Норма», начала формироваться группа компаний «Инфра-М».
В 1996 году издательство значительно увеличило выпуск учебной литературы, была основана серия «Высшее образование». Значительными событиями на рынке деловой литературы стал выход учебника лауреата Нобелевской премии Уильяма Шарпа «Инвестиции» (1997, в дальнейшем многократно переиздавался), а также книг Джорджа Сороса, включая «Алхимию финансов».
За первые 5 лет существования издательство достигло серьёзных успехов. По данным информационно-маркетингового агентства «Альвис», на февраль 1997 года ИД «Инфра-М» занимал 6 место в рейтинге издательств, представленных на клубе «Олимпийский».
В середине 1990-х издательство вышло на рынок компьютерной литературы с книгой В. Э. Фигурнова «IBM PC для пользователя». Последнее, 7-е издание этого учебника (в двух редакциях — полной и сокращённой) увидело свет в 1997 году, в дальнейшем тираж многократно допечатывался. На Московской международной выставке-ярмарке 2000 года самоучитель был признан книгой года в номинации «Бестселлер». 
В 1998 году в состав холдинга вошло издательство «Весь мир», специализирующееся на переводной литературе по общественным наукам. При активном участии «Инфра-М» в Москве был открыт первый в России специализированный магазин деловой книги — «Дом деловой книги» (ул. Марксистская, 9) (с 2003 года — «Библиосфера»). 
Во время руководства издательским домом Вадим Синянский перенимал зарубежный опыт в области реализации книг, посещая крупные европейские книжные ярмарки, а затем и непосредственно книготорговые фирмы: Libri (Германия), KNO (Германия), Gardners Books (Англия), Blackwell's (Англия). В 1997 году Синянский перешёл на работу в правительство Москвы, на должность начальника отдела книжной торговли Комитета по коммуникациям и СМИ. На посту гендиректора «Инфра-М» его сменила Елена Дунаева (Мельчук), работавшая в издательстве с момента его основания.
Глубокий, хотя и непродолжительный экономический кризис конца 1990-х в России повлиял на книгоиздание и книжную торговлю: из ассортимента издательства в кризиный период на рынке осталась только учебная литература, а востребованность производственной литературы и словарей резко снизилась.
Ещё до окончания кризисного периода «Инфра-М» и «Весь Мир» взялись за амбициозный проект выпуска переводной 9-томной «Оксфордской иллюстрированной энциклопедии» (1999—2001, англ. Oxford Illustrated Encyclopedia. Oxford University Press. 1985–1993). В предисловии к русскому изданию сообщается, что это первый в истории российского книгоиздания реализованный проект выпуска переводной универсальной многотомной энциклопедии.
В 2000 году была создана сеть региональных магазинов «Библио-сфера». В издательский дом входило 4 издательства: «Инфра-М», «Норма», «Весь Мир», «Форум», две книготорговые фирмы: «Инфра-книга» и «Мастер-книга», а также несколько розничных магазинов. К началу XXI века издательство выпустило 890 наименований книг общим тиражом 6 230 000 экземпляров, а «Инфра-книга», реализуя продукцию более чем 400 издательств, занимала 3-е место в России по показателю условных продаж с рыночной долей более 4 %.

### XXI век
С начала XXI века издательство расширяет ассортимент литературой по естественно-научным, гуманитарным и техническим дисциплинами. В рейтинге «100 крупнейших издательств» журнала «Книжное дело» в 2002 году издательский дом «Инфра-М» занял рекордное для себя 6-е место и оставался в первой десятке (с незначительными отклонениями) до 2008 года включительно.
В 2003 году стартовал самый масштабный проект издательского дома «Инфра-М»: универсальное издание «Новая российская энциклопедия». Проект осуществлялся совместно с издательством «Энциклопедия», вошедшем в состав издательской группы. Главным редактором «Новой российской энциклопедии» стал академик РАН А. Д. Некипелов. К авторской и научно-редакционной работе были привлечены ведущие специалисты научных центров России и других стран. Коллектив авторов, экспертов, редакторов представлял как традиционные научные школы, так и новые направления научной мысли. Изначально энциклопедия задумывалась в 12 томах, однако в итоге вышла в 19 томах (36 книгах: 2 тома и 34 полутома). Последний полутом 19 (2) вышел в январе 2018 года. Энциклопедия насчитывает 60 000 статей. 
С 2005 года было сформировано библиотечное агентство, в задачи которого входило обеспечение библиотек сведениями о наличии и новых поступлениях книг, установка в библиотеках электронного каталога для формирования заказа на местах,  комплектование библиотек по индивидуальным заказам на книги, предоставление бесплатных рекламных материалов от издательств,
заключение и оформление с библиотеками договоров поставки, доставка книжной продукции.
Общий тираж изданных группой книг в 2005 году составил 1,533 млн экземпляров, в 2006 году — 1,780 млн экземпляров. По данным журнала «Книжный бизнес» по рейтингу издателей учебной литературы по экономике, финансам и бизнесу по показателю условных продаж в 2006 году доля «Инфра-М» составила 29,2 %. По количеству изданий юридической литературы доля «Инфра-М» и издательства «Норма» составила 23 %, рейтинги тех же издательств по суммарному тиражу и суммарной стоимости предложения новинок (условным продажам) составили по 22,2 %. 

Эта издательская марка зарекомендовала себя не только специализацией на вопросах государственного права, но добилась обладания наибольшим массивом грифованных учебников для высшей школы по вопросам общей теории права и по специальным дисциплинам — прокурорский надзор, криминалистика, гражданский процесс, судебная медицина и др., а также подборкой учебно-методических комплексов и кратких курсов. Более того, именно «Норма» располагает в настоящий момент мощной линейкой профессиональных авторов комментариев к действующему уголовному, гражданскому и трудовому кодексам РФ.
— «Книжный бизнес», 2007, № 3
В первое полугодие 2008 года доля рынка группы издательств «Инфра-М» (ИД «Форум», «Форум», «Риор», «Альфа-М») по количеству новинок (переизданий) составила 24,3 %. Доля рынка по суммарному тиражу новинок (переизданий) в 2008 году составила 15,6 %. При этом доля рынка издательств по суммарной стоимости новинок (переизданий) в совокупном обороте сектора рынка в 2008 году составила 11,5 %.
В 2009 году торговая сеть «Новый книжный — Буквоед» выкупила сеть книжных магазинов «Библиосфера», насчитывавшую к тому времени 41 магазин в 20 городах России. Все магазины были переоформлены под бренд «Читай-город» и утратили деловую специализацию.
С 2011 года «Инфра-М» развивает собственную электронную библиотечную систему (ЭБС) Znanium, предоставляющую онлайн-доступ к фонду учебной и научной литературы, как на платной, так и на открытой основе.
В 2015 году научно-издательский центр «Инфра-М» стал одним из учредителей Ассоциации производителей и пользователей образовательных электронных ресурсов (АППОЭР) — организации, координирующей российские электронные образовательные проекты. Задача организации — содействие развитию электронных образовательных систем путём согласования мнений отраслевого сообщества с инициативами государственных структур.
В 2016 году группа компаний «Инфра-М» учредила всероссийский конкурс на лучшее научное и учебное издание «Академус», а в 2017 году — всероссийский конкурс «Профессиональное образование» на лучший учебник для среднего профессионального образования.
В 2019 году генеральный директор «НИЦ Инфра-М» Альбина Нестерова заняла третье место в рейтинге журнала «Генеральный директор» в сфере «СМИ и издательская деятельность» среди руководителей средних предприятий.

## Бизнес-модель
Издательский дом «Инфра-М» на протяжении всей своей истории выпускает деловую литературу, адресованную, прежде всего, учащимся вузов. До начала 2010-х годов издательство работало в низком ценовом сегменте при больших оборотах, реализуя значительную часть продукции через библиотечные коллекторы, поставляющие специальную литературу в библиотеки учебных заведений. Эта политика позволила «Инфра-М» стать лидером сегмента деловой литературы в России, особенно в части экономической и юридической литературы, а также достаточно уверенно чувствовать себя на рынке технической (в частности, компьютерной), естественно-научной, общегуманитарной и прочей специальной литературы. Однако в дальнейшем издательский дом скорректировал политику выпуска книг, и в следующем десятилетии средние тиражи и розничная стоимость уже серьёзно не отличались от большинства конкурентов.
В то же время, ассортиментная и тиражная политика «Инфра-М» сохранила гибкость: издательский дом выпускает литературу как для массового читателя, так и узкоспециализированную, рассчитанную на аудиторию конкретного вуза. Соответственно, тиражи выпускаемых книг могут варьировать от сотен экземпляров до десятков тысяч. Многие издания выходят в составе книжных серий, которых в каталоге «Инфра-М» насчитывается более десятка.
По состоянию на 2021 год выходят следующие книжные серии:
- «Высшее образование»
- «Профессиональное образование»
- «Университетский учебник»
- «Библиотека словарей „Инфра-М“»
- «Справочники „Инфра-М“»
- «Учебники программы МВА»
- «Научная мысль»
- «Среднее профессиональное образование»
- «Наука и практика»
- «Практическая педагогика»

Среди издаваемых авторов: С. А. Авакьян, С. С. Алексеев, С. Н. Бабурин, М. В. Баглай, М. М. Богуславский, Н. С. Бондарь, Е. Ю. Грачёва, В. В. Ершов, В. Б. Исаков, Д. А. Керимов, М. В. Клеандров, О. И. Крассов, Н. А. Крашенинникова, В. Н. Кудрявцев, Е. А. Лукашёва, Г. В. Мальцев, С. Ю. Марочкин, М. Н. Марченко, В. С. Нерсесянц, Т. Е. Новицкая, Р. М. Нуреев, В. С. Овчинский, И. В. Решетникова, Е. Р. Россинская, В. М. Сырых, О. И. Тиунов, Т. Я. Хабриева, Н. И. Химичева, Г. Н. Чеботарёв, В. Е. Чиркин, Л. М. Энтин, М. Л. Энтин, М. А. Эскиндаров и многие другие.

## Структура холдинга

### Издательства
- научно-издательский центр «Инфра-М»,
- юридическое издательство «Норма»
- издательство «Форум»
- издательский дом «Форум»
- издательство «Вузовский учебник»,
- издательский центр «РИОР»,
- издательский дом «Альфа-М»,
- издательство «Магистр»[26]

Бывшие:
- Весь мир — с 1998 года[27]
- «Энциклопедия»[28]
- «Курс»
- Американское научное издательство «AcademusPublishing»[29] и др.

Издательства группы ведут независимую редакционную политику, однако передают НИЦ «Инфра-М» ответственность за вопросы ценообразования, маркетинга, производства и сбыта.

### Znanium
С 2011 года научно-издательский центр «Инфра-М» развивает собственную электронную библиотечную систему (ЭБС) Znanium.com, предоставляющую интернет-доступ к учебным материалам. Авторизованным пользователям (подписчикам ЭБС) доступны более 12 миллионов документов, с возможностью поиска по более чем 20 коллекциям российских и зарубежных библиотек открытого доступа. Более 73 000 учебных и научных изданий (коллекция издательств, входящих в группу, и коллекции сторонних издательств) доступны неавторизованным пользователям в ознакомительном режиме. Часть книг (более 7000) находится в коллекции Open Access под лицензией CC BY-NC-ND и доступны всем. 
Сервисы Znanium включают в себя:
- Discovery Znanium — сервис для научного поиска источников, формирования собственных коллекций, анализа текстов на предмет научности и уникальности, выявления публикационных трендов по заданной тематике.

- Энциклопедия Znanium — универсальный справочный портал, содержащий более 258 тысяч статей с указанием авторства и даты публикации[35].

По состоянию на 2021 год порталом пользуются более 1 миллиона читателей.

### Naukaru
На портале научных журналов naukaru.ru представлено 30 научных журналов (из которых 21 входят в перечень ВАК при Минобрнауки России). Два журнала вошли в «Russian Science Citation Index» на платформе Web of Science («Журнал российского права» и «Безопасность в техносфере») и один журнал включен в Scopus и Emerging Sources Citation Index на платформе Web of Science («Солнечно-земная физика»).

## Руководство
- Главный редактор Прудников Владимир Михайлович (1992 — н.в.)
- Генеральный директор Нестерова Альбина Николаевна (с 9 марта 2016 года)[39]
  - Генеральный директор Никитина Алла Владимировна[40] (на 2014 год)
  - Генеральный директор Илюхин Вячеслав Евгеньевич[41] (на 2006 год)
  - Генеральный директор Лавринов Виктор Валентинович (на 2003 год)
  - Генеральный директор Мельчук (Дунаева) Елена Валентиновна[8][42][43][13][11] (с 1997 года)
  - Генеральный директор Синянский Вадим Дмитриевич[1][10] (1992—1997).

## Комментарии
1. ↑  Рейтинг составлялся ежемесячно на основе показателей продаж на московской книжной ярмарке в спорткомплексе «Олимпийский»
2. ↑  Рейтинг составлялся с помощью суммирования трёх показателей за год для каждого издательства или издательской группы: 1) место в рейтинге по числу выпущенных наименований книг, 2) место в рейтинге по общему тиражу изданных книг, 3) место в рейтинге по общему листажу изданных книг; с последующим ранжированием по полученной сумме (меньшей сумме соответствует более высокое место в итоговом рейтинге)
3. ↑  В комментарии к рейтингу 2007 года сказано: «Впрочем, все эти колебания, скорее всего, связаны с особенностями статистического учёта, чем действительными провалами в выпуске, поскольку в прошлом году мы отмечали столь же резкое повышение выпуска» (М.А.Морозовский. 100 крупнейших издательств России // Книжное дело. — 2007. — № 3—4 (65-66). — С. 68—73.).